# تومیسلاو فرانیکوویچ
تومیسلاو فرانیکوویچ (انگلیسی: Tomislav Franjković؛ ۱۹ مهٔ ۱۹۳۱ – ۱۱ اکتبر ۲۰۱۰) بازیکن واترپلو اهل یوگسلاوی بود.